# Bent (buurtschap)
Bent is een buurtschap in de gemeente Alphen aan den Rijn, in de Nederlandse provincie Zuid-Holland. De buurtschap ligt langs de Padesche Wetering, in de Polder Groenendijk, ongeveer twee kilometer hemelsbreed ten noordwesten van Hazerswoude-Dorp. De buurtschap ligt bij een groep boomkwekerijen, en de enige toegangsweg loopt naar de Bentweg toe.
Tot 1 januari 1991 behoorde Bent tot de gemeente Hazerswoude, waarna het onderdeel werd van Rijneveld, wat tussen 1993 en 2013 Rijnwoude heette. Vanaf 1 januari 2014 valt Bent onder de gemeente Alphen aan den Rijn.
Hoofdplaats: Alphen aan den Rijn     Wijken en Buurten: Oudshoorn · Ridderveld · Zegersloot · Hoorn · Hoge Zijde · Lage Zijde · Steekterpolder · Kerk en Zanen · Rietveld

Dorpen: Aarlanderveen · Benthuizen · Boskoop · Hazerswoude-Dorp · Hazerswoude-Rijndijk · Koudekerk aan den Rijn · Zwammerdam

Buurtschappen: Bent · Benthorn · De Roemer · Draaibrug · Gnephoek · Gouwsluis · Groenendijk · Groeneweg · Halve Raak · Heimansbuurt · Hogeveen · Hoogewaard · Hoorn · Kort-Steekterweg · Laag Boskoop · Lagewaard · Loete · Middelburg (deels) · 's-Molenaarsbuurt · Oostbuurt · Otweg · Ridderbuurt · Rietveld · De Roemer · Steekterweg/Goudse Rijpad · Spoelwijk · Voorweg · Westeinde

Historische gemeentes: Rijnwoude · Zuidwijk

Zuid-Holland: Steden en dorpen    Nederland: Provincies · Gemeenten